# 주메이라

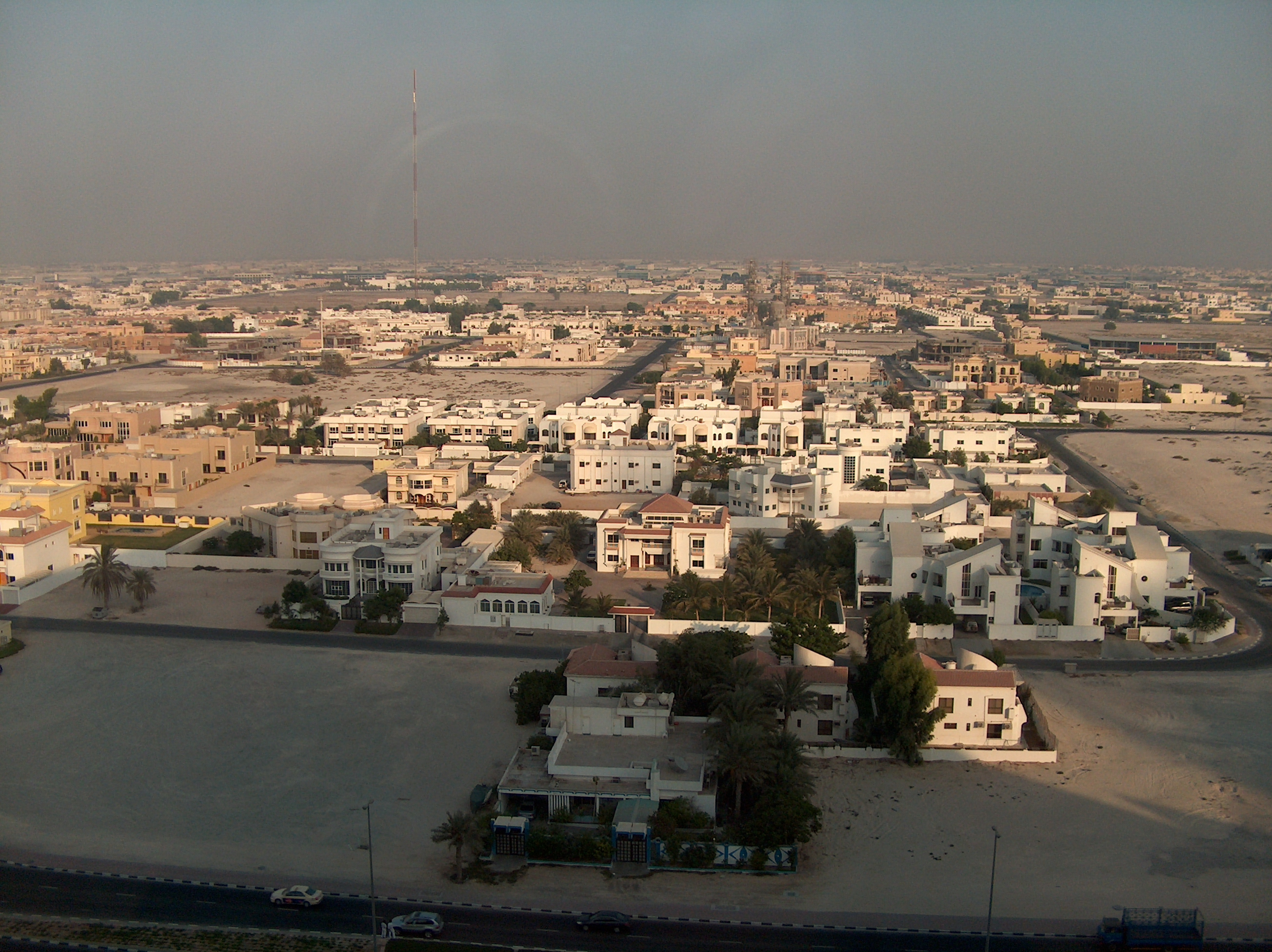
주메이라 전경

주메이라(  جميرا, Jumeirah)는 아랍 에미리트 두바이 내에 있는 바닷가의 한 주거 지역을 말한다. 대개 저층의 주택들이 들어서 있는데, 값비싸고 거대한 단독 주택들도 들어서 있으며, 다양한 건축 양식을 따라 건축된 기품 있는 타운 하우스들도 들어서 있다. 이 지역에는 아랍에미리트 내에서 일하고 있는 서양인 외국인 거주자들이 많이 거주하고 있다. 또한 두바이를 방문하는 관광객들에게 꽤 많이 알려진 지역이기도 하다.
역사적으로, 옛날에는 주메이라 지역에 살던 아랍인들은 주로 어부, 진주 잠수부, 상인들이었다. 1960년 대 이후부터는, 두바이의 외국인 거주지역이었으나, 1995년 이후 에미리트의 개발 사업이 크게 일어나면서 이 지역의 주택도 많이 개발되었다. 주메이라는 두바이에서 최 상류층들이 사는 지역이라고 평가받고 있다. 따라서 "주메이라"라는 이름이 브랜드에 들어가 "고가/고급의" 이미지를 내세우는 데 쓰이기도 한다. (예. 주메이라 비치 호텔", "주메이라 비치 클럽") 두바이 왕가에서는 그들의 상급 호텔 체인에 "주메이라"라는 이름을 붙였다. (공식적인 이름은 "주메이라 인터내셔널"이다.)
세계적으로 유명한 호텔인 부르즈 알-아랍을 포함해서, 여러 숙박/위락 시설이 해안선을 따라 들어서 있으며, 관련 공사도 진행 중이다.
주메이라 지역 내에는 유명한 모스크인 주메이라 모스크가 들어서 있다.
최근, 마디낫 주메이라(Madinat Jumeriah, Jumeirah City)라는 이름의 복합 건물이 개장하였다. 마디낫 주메이라는 건축적으로 세련된 모습의 쇼핑 몰, 두 개의 5성급 호텔, 약간의 주거 지역 등을 포함한다. "두바이에서의 아랍식 접대의 축소판"이라고 홍보되고 있다.
최근 들어, 두바이 내 여러 군데 새로운 지역이 개발되었다. 두바이 마리나(Dubai Marina), 팜 아일랜드, 더 가든, 마디낫 주메이라 등지이다. 주메이라에 살던 부유층 중 일부는 그러한 곳으로 이주하기도 하였다. 하지만 주메이라 지역은 아직도 두바이 내에서 가장 부유하고 배타적인 지역 중 하나로 남아있다.

## 같이 보기
- 주메이라 비치 호텔
- 팜 주메이라
- 주메이라 모스크